# Mort dans l'après-midi (cocktail)
Cet article concerne le cocktail inventé par Ernest Hemingway. Pour son récit du même nom, voir Mort dans l'après-midi.
Mort dans l'après-midi (Death in the Afternoon en anglais) est l'un des nombreux cocktails inventés par l'écrivain américain Ernest Hemingway pendant la période de sa vie passée à La Havane à Cuba dans les Caraïbes, entre 1928 et 1960. C'est un cocktail à base d'absinthe et de champagne.

## Historique
En 1935, alors qu'il vit dans la chambre 511 de l'Hôtel Ambos Mundos à La Havane à Cuba dans les Caraïbes (musée Ernest Hemingway de Cuba), Hemingway, grand amateur de boissons alcoolisées, contribue avec trente personnalités de l'époque dont Arthur Kober, Ogden Nash, Rex Stout, Marc Connelly, Philip Wylie, Mark Hellinger, Otto Soglow, Theodor Seuss Geisel ... à la rédaction du recueil de recettes de cocktails So Red the Nose, or Breath in the Afternoon aux éditions Farrar & Rinehart.

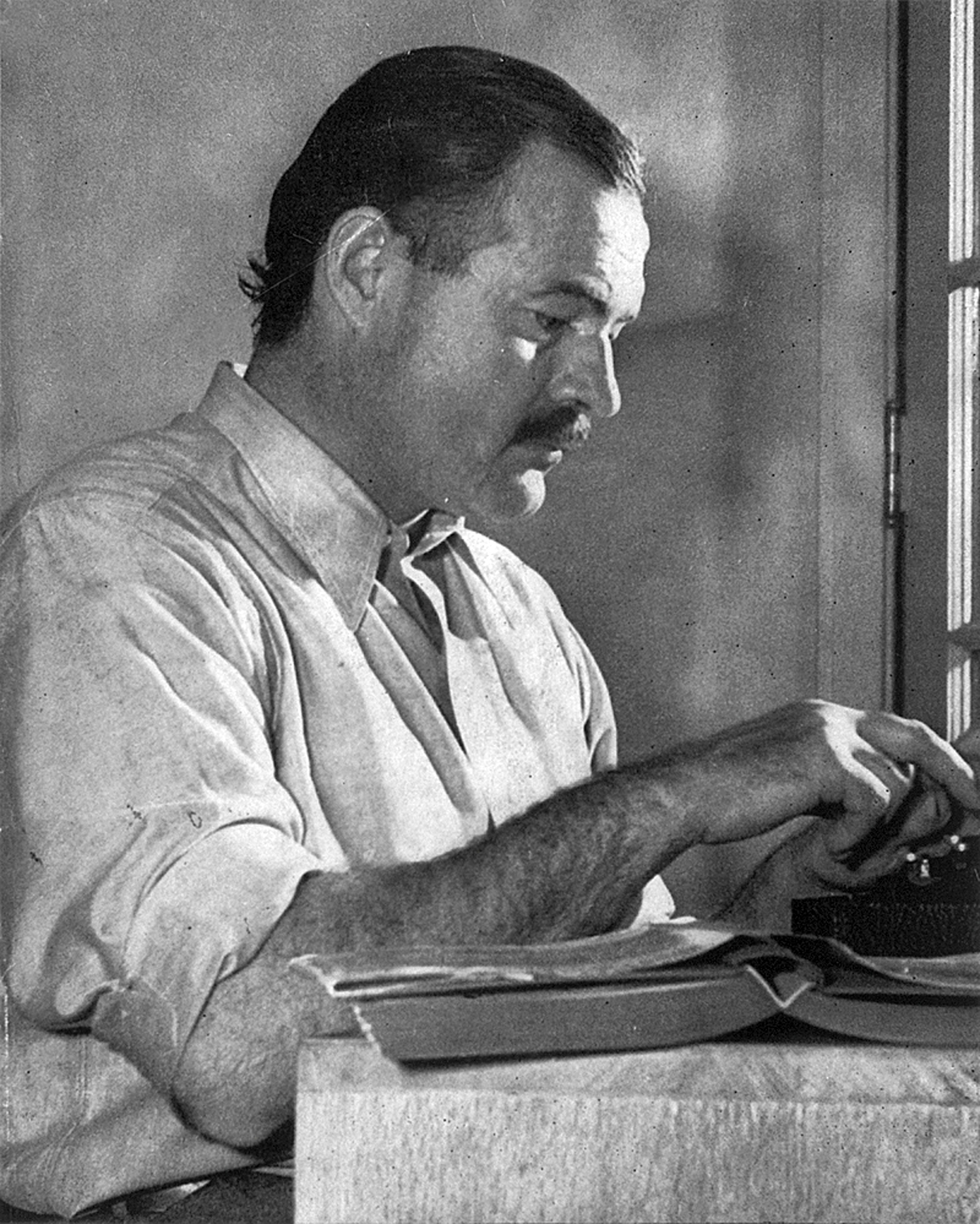
Ernest Hemingway, en 1939
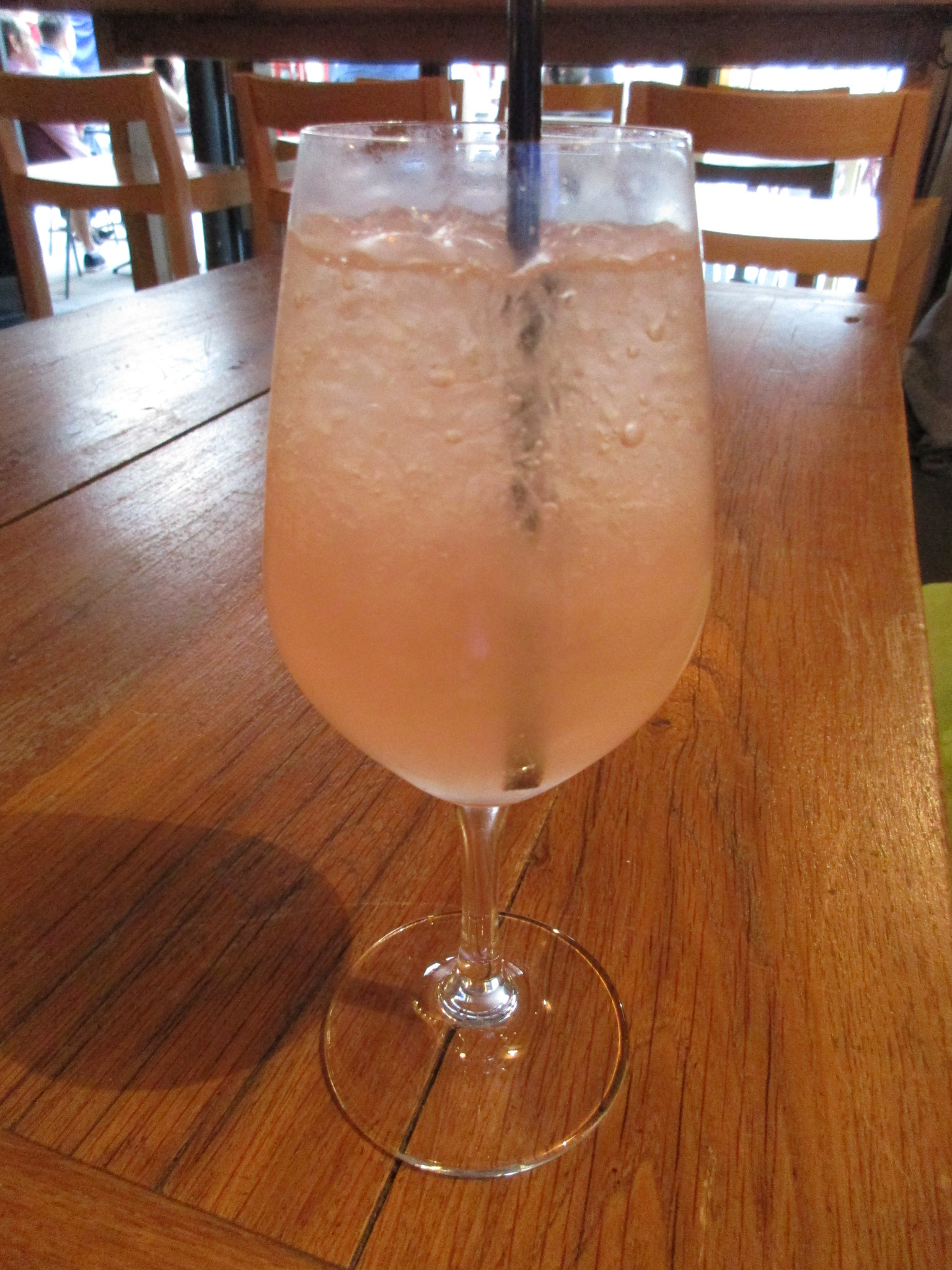
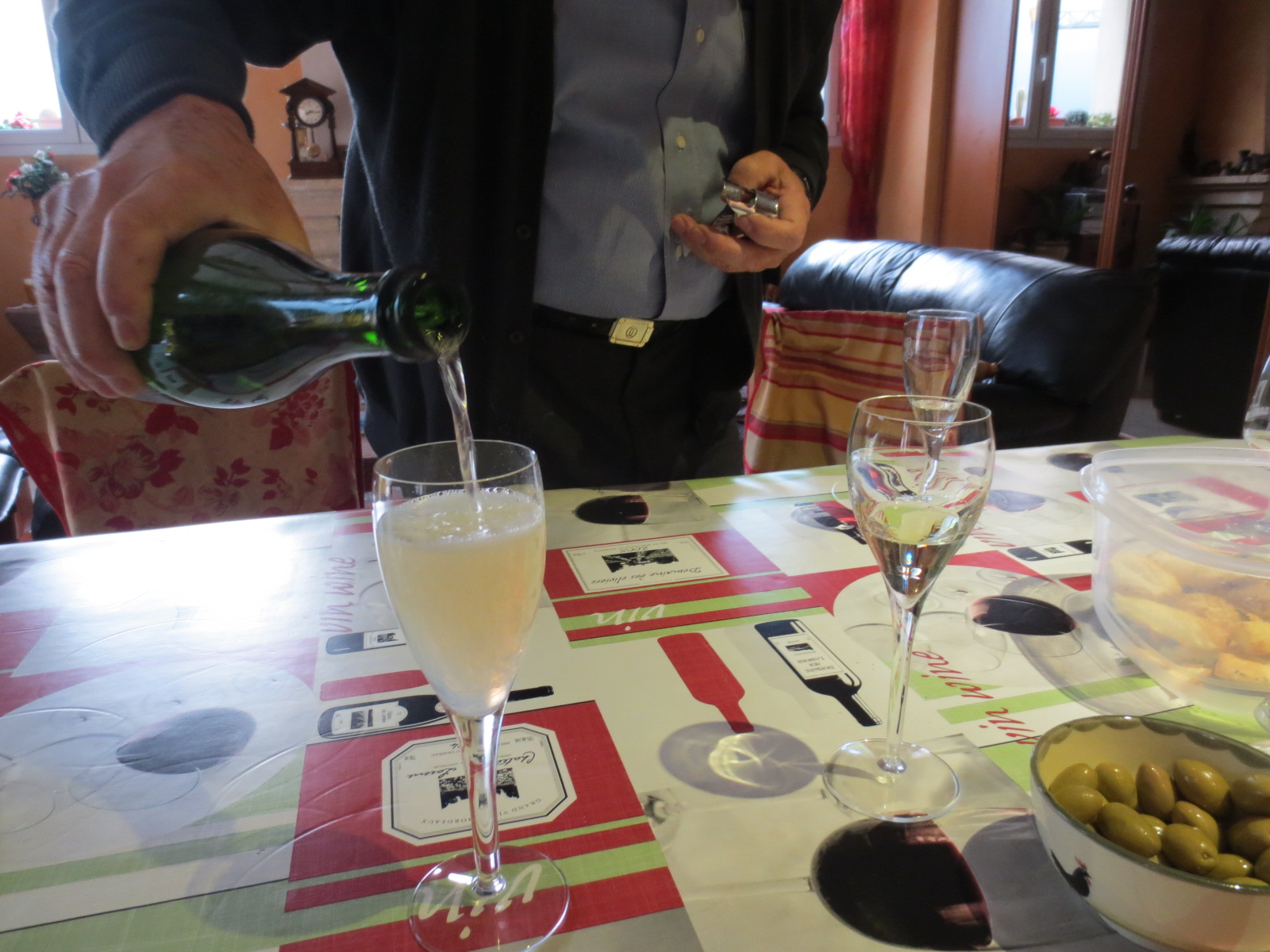
Variante au crémant
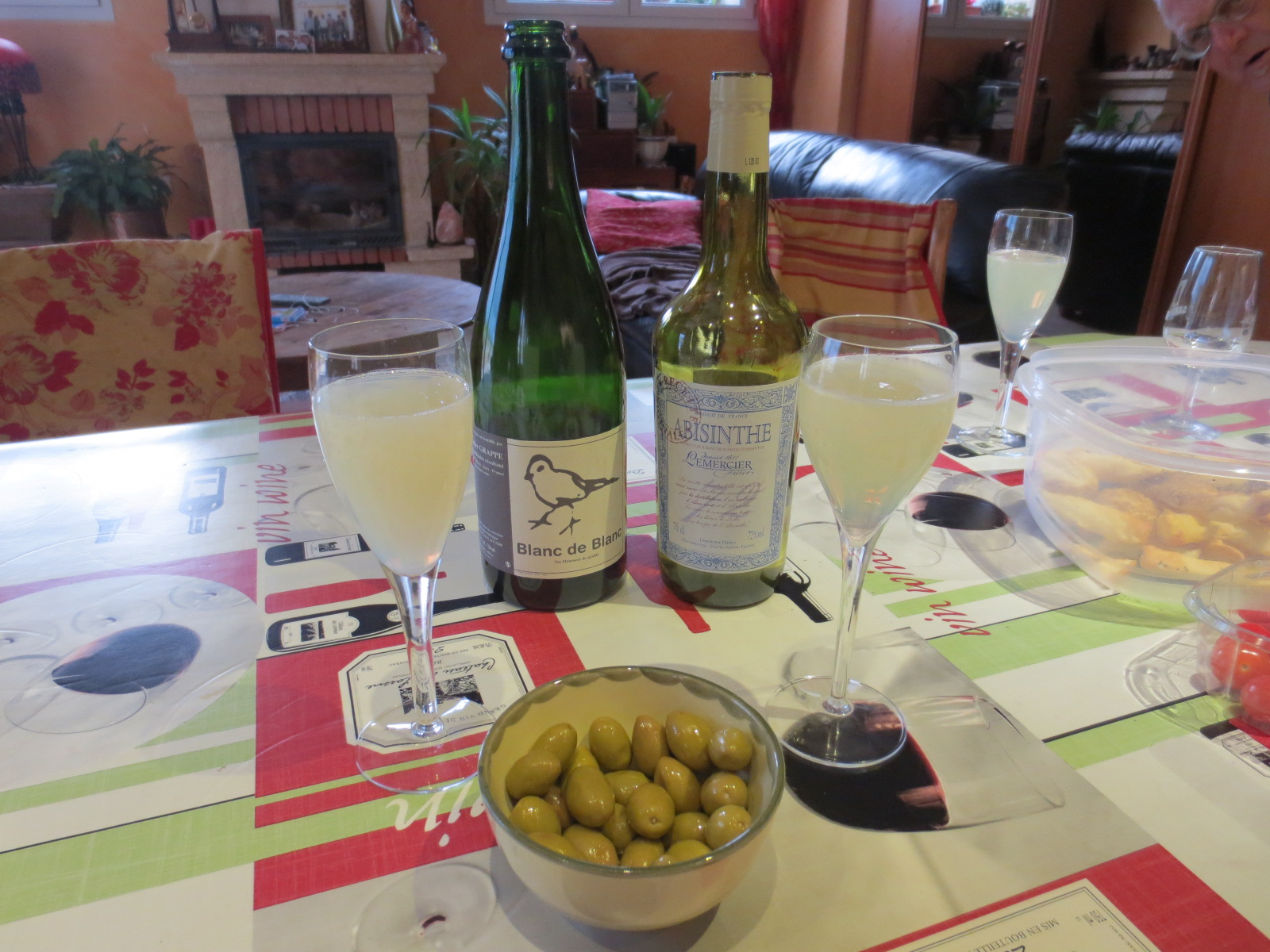
Variante au crémant
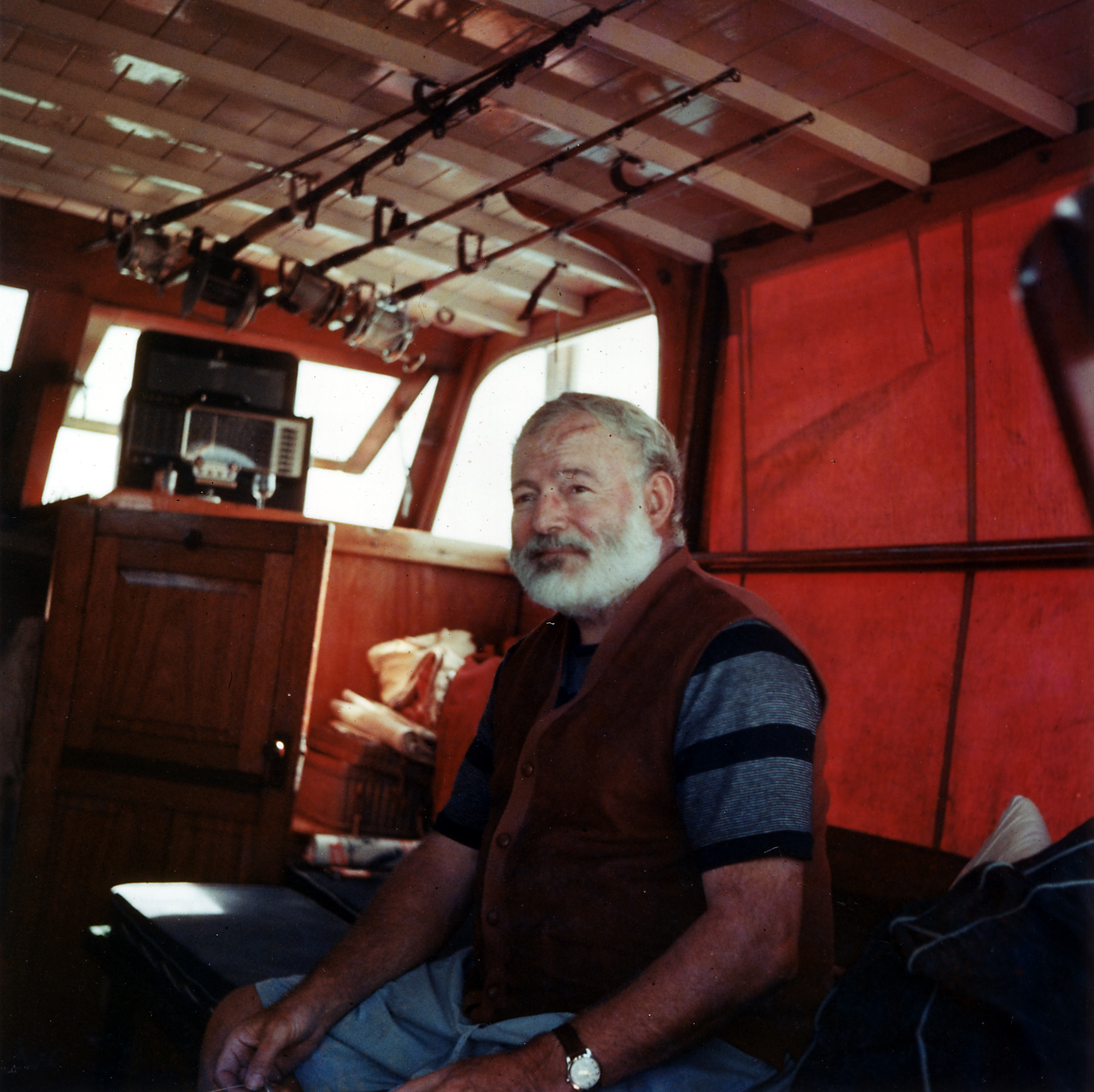
A bord du Pilar (yacht), à Cuba, 1950

Il baptise son cocktail du nom d'une de ses œuvres Mort dans l'après-midi édité en 1932, sur le thème de la tauromachie, de la peur, du courage, de la vie, et de la mort...
Hemingway conseille de boire trois à cinq de ces breuvages lentement, pour atteindre l'effet de mort ressenti sous la chaleur en plein après-midi d'un été tropical.

## Recette
Dans une flûte à champagne, verser 1/4 d'absinthe, ajouter 3/4 de champagne glacé jusqu'à ce que le mélange atteigne le niveau laiteux approprié. L'absinthe peut être ajoutée à la flûte après le champagne, certaines absinthes vont flotter sur le champagne durant un court instant puis se mélanger avec un effet visuel original.
- Flûte à champagne
- 1/4 d'absinthe
- 3/4 de champagne